# Barbuligobius boehlkei
Barbuligobius boehlkei är en fiskart som beskrevs av Lachner och Mckinney, 1974. Barbuligobius boehlkei ingår i släktet Barbuligobius och familjen smörbultsfiskar. IUCN kategoriserar arten globalt som livskraftig. Inga underarter finns listade.